# Batfink
Batfink is een Amerikaanse animatieserie, met in de hoofdrol de gelijknamige fictieve superheld Batfink. De serie telt 100 afleveringen van elk rond de vijf minuten, die oorspronkelijk van 1966 tot 1967 werden uitgezonden. In Nederland was de serie jaren 90 op het toenmalige Kindernet te zien.

## Achtergrond
De serie is door de Hal Seeger Studios, in New York en door Bill Ackerman Production in Midland Park, New Jersey geproduceerd. De serie was vooral populair in het Verenigd Koninkrijk, waar het inmiddels een cultstatus heeft.
De serie werd snel en goedkoop geproduceerd door veel scènes in latere afleveringen opnieuw te gebruiken.

## Verhaal
De serie draait om Batfink, een grijze, antropomorfe vleermuis, welke samen met zijn hulpje Karate de misdaad bestrijdt. Het personage van BatFink is van Batman afgeleid. Zijn vaste tegenstander, waar hij regelmatig mee aan de stok heeft, is de gestoorde wetenschapper Hugo A-Go-Go; andere tegenstanders komen maar een enkele keer in de serie voor met uitzondering van de aflevering 'Tough Macduff' waarin de superheld te maken krijgt met zijn een groot deel van zijn vijanden die al eerder in de tekenfilm gepresenteerd werden.
Veel afleveringen bevatten vlak voor het einde een cliffhanger waarin Batfink, Karate of allebei zich in een schijnbaar onoplosbare situatie bevinden, waar ze meestal door een deus ex machina toch uit ontsnappen. De verteller neemt aan het begin van de aflevering, en tijdens de cliffhangers vaak het woord waarbij regelmatig de vierde wand wordt doorbroken met de personen.

## Personages

### Batfink
Batfink (Frank Buxton) is een antropomorfische grijze vleermuis in een geel kostuum voorzien van een rode letter "B" op zijn borst, hij draagt rode handschoenen en laarzen. Hij heeft vleugels van staal waarmee hij kan vliegen, en waarmee hij eventuele kogels die vijanden op hem afvuren kan laten afketsen om zichzelf te beschermen. Ook draagt hij in bepaalde afleveringen andere superwapens of gadgets. Zoals een opblaasbaar dikmaakpak, en zitten er retro-raketten in zijn vleugels die hem bij een val kunnen vertragen op het moment dat hij de grond zal raken. 
In de laatste aflevering van de serie ("Batfink: This Is Your Life"), wordt er onthuld dat hij zijn krachten verkreeg toen hij in een verlaten plutoniummijn geboren werd. Ook wordt duidelijk dat hij zijn natuurlijke vleugels in zijn jongere jaren had verloren. Hij redde toen zijn moeders leven, nadat ontsnapte misdadigers hun grot opgeblazen hadden. Dit incident is wat hem motiveerde om een misdaadbestrijder te worden. Door de plutoniumstraling waaraan Batfink is blootgesteld, is hij tevens onkwetsbaar voor plutoniumwapens geworden.
Ook bezit hij een sonar in de vorm van de letters "BEEP". Hiermee kan hij zijn vijanden lokaliseren. Deze letters gedragen zich als een levend persoon. Ze zijn voor anderen zichtbaar en kunnen worden beschadigd. Deze 'sonar' is afgeleid van de geluidsgolven die echte vleermuizen gebruiken om obstakels tijdens het vliegen te herkennen. 
Batfink woont in een split-level grot, en heeft een directe video-verbinding met zijn chef. De grot is voorzien van diverse vernuftige beveiligingssystemen maar is geen verborgen schuilplaats zoals de meeste superhelden hebben. Zelfs Hugo-a-Gogo weet in een enkele aflevering zijn voordeur te vinden.

### Karate
Dit is Batfinks hulpje die hem in nood altijd bijstaat. Ook is hij de chauffeur van de Battiliac, de auto waarmee Batfink vaak reist. Hij is niet bijster slim en de keren dat hij Batfink uit een benarde situatie redt, is dat meestal meer door stom toeval dan door eigen inzicht. Karate die vroeger in zijn jeugd met zijn hand hout hakte kent Batfink vanaf het moment toen Batfink zijn vleugels brak om zijn moeder op te vangen. De vader van Karate die smid was, heeft vervolgens voor Batfink nieuwe vleugels gesmeden, vleugels van staal.

### Hugo A-Go-Go
De voornaamste tegenspeler van de serie, en een van de weinige schurken die in meer dan een aflevering meespeelt. Hugo A-Go-Go is een gestoorde wetenschapper die de wereld wil veroveren. Zijn laboratorium staat vol met de meest bizarre machines. Hij breekt geregeld de vierde wand.